# Die Hamburger Krankheit
Die Hamburger Krankheit (cu sensul de Sindromul Hamburg) este un film vest-germano-franțuzesc co-scris și regizat de Peter Fleischmann. În rolurile principale au interpretat actorii Helmut Griem, Fernando Arrabal și Carline Seiser. Film prezintă apariția unei epidemii mortale în Hamburg și carantina care se impune. A reintrat în atenția publicului larg în 2020-2021 în timpul pandemiei de COVID-19.
A avut premiera la 23 noiembrie 1979. Cu două luni înainte de lansarea în cinematografie, filmul a fost prezentat într-o versiune de avanpremieră, cu aproximativ opt minute mai mult, la Festivalul de Film de la Hamburg („Filmfest Hamburg”). Coloana sonoră a fost preluată din albumele Oxygène și Équinoxe, ale lui Jean-Michel Jarre.  
Din 20 iunie 2020, cu ocazia crizei de Covid-19, a rulat timp de 14 zile cu un interviu al regizorului Peter Fleischmann pe canalul de internet "KenFM Arhivat în 25 iulie 2022, la Wayback Machine.". Interviul e în germană, dar netradus.

## Rezumat
În Hamburg au loc mai multe decese inexplicabile în care oameni mor fără simptome ale bolii (asimptomatic). Victimele cad moarte din senin și adoptă o postură embrionară.
Într-o scenă, un medic care face autopsia unui decedat afirmă: „Acum trei zile erau 12, alaltăieri 57 și, acum, nu mai avem spațiu”.
Departamentul de sănătate reacționează, astfel toate persoanele care au intrat în contact cu cei decedați sunt plasate în carantină strictă. Chiar și pentru care există doar suspiciune, nu dovezi. În mass-media, se vorbește în curând despre boala Hamburg. Apar condiții haotice, panica, tulburări și anomie generală. 
Autoritățile încearcă să țină sub control boala prin vaccinări, care, însă, prezintă riscuri mari. Către finalul filmului cei care nu au fost vaccinați până atunci sunt căutați și vânați unul cate unul.
Germania de Vest este în stare de urgență. Totul se termină brusc și „boala Hamburg” dispare în sudul Germaniei.

## Distribuție
- Helmut Griem - Sebastian
- Fernando Arrabal - Ottokar
- Carline Seiser - Ulrike
- Tilo Prückner - Fritz
- Ulrich Wildgruber - Heribert
- Rainer Langhans - Alexander
- Leopold Hainisch - Professor Placek
- Romy Haag - Carola
- Evelyn Künneke - Wirtin
- Peter von Zahn - Senator
- Rosel Zech - Dr. Hamm

## Producție
Filmul este o producție comună vest-germano-franceză a studiourilor: Hallelujah-Film Munich, Bioskop-Film Munich, Terra-Filmkunst Berlin, S.N.D. Paris și ZDF.
O conversație cu Luis Buñuel a scenaristului Jean-Claude Carrière i-a dat ideea lui Fleischmann pentru acest film cu ani în urmă. Ideea inițială era că: în Atena, oamenii de știință au pus un virus artificial, mortal pe stâlpii Acropolei, pentru a rezolva problema suprapopulării.

## Primire
Filmul nu a fost un succes comercial în 1979. Hans C. Blumenberg scria în 1979 în Die Zeit: „Die Hamburger Krankheit al lui Peter Fleischmann este un film haotic despre condiții haotice, considerabil mai atrăgător, neobișnuit și inteligent decât sugerează numeroasele recenzii.” și „Regia lui Fleischmann este la fel de excentrică, ca toiagul acestei farse apocaliptice între Reeperbahn și Almhütte: o serie de pauze violente de stil, fără a ține cont de pierderile estetice.”